# Temporada 2012 del Campeonato de Europa de Rally
La temporada 2012 fue la edición 60º del Campeonato de Europa de Rally. Comenzó el 5 de enero en el Internationale Jänner Rallye y finalizó el 27 de octubre en el Rallye International du Valais. El vencedor fue Juho Hänninen que logró su primer título europeo y el tercero para un finlandés.

## Calendario
El calendario estaba compuesto inicialmente de doce pruebas, pero se vio modificado a mediados de temporada con la exclusión del Rally Antibes-Costa Azul.
| N.º | Fecha                         | Rally                          | Superficie    | Series   | Info.      |
| --- | ----------------------------- | ------------------------------ | ------------- | -------- | ---------- |
| 1   | 5-7 de enero                  | Internationale Jänner Rallye   | Asfalto/nieve |          | Resultados |
| 2   | 19-21 de abril                | Rally 1000 Miglia              | Asfalto       |          | Resultados |
| 3   | 24-26 de mayo                 | Croatia Rally                  | Asfalto       |          | Resultados |
| 4   | 8-10 de junio                 | Rally de Bulgaria              | Asfalto       |          | Resultados |
| 5   | 22-24 de junio                | Geko Ypres Rally               | Asfalto       | IRC      | Resultados |
| 6   | 6-8 de julio                  | Bosphorus Rally                | Tierra        |          | Resultados |
| 7   | 26-28 de julio                | Rally Vinho da Madeira         | Asfalto       |          | Resultados |
| 8   | 31 de agosto -2 de septiembre | Barum Czech Rally Zlín         | Asfalto       | IRC      | Resultados |
| 9   | 13-15 de septiembre           | Rally Príncipe de Asturias     | Asfalto       | España   | Resultados |
| 10  | 28-30 de septiembre           | Rally de Polonia               | Tierra        |          | Resultados |
| -   | 12-14 de octubre              | Rallye Antibes Côte d’Azur     | Excluido      | Excluido | Excluido   |
| 11  | 25-27 de octubre              | Rallye International du Valais | Asfalto       |          | Resultados |

### Calendario Copa Central
| N.º | Fecha         | Rally                             |
| --- | ------------- | --------------------------------- |
| 1   | 22 de abril   | Mogul Sumava Rally Klatovy        |
| 2   | 13 de mayo    | Rally Saturnus                    |
| 3   | 27 de mayo    | Rallye Cesky Krumlov              |
| 4   | 3 de junio    | Mecsek Rallye                     |
| 5   | 24 de junio   | Agrotec Rally                     |
| 6   | 15 de julio   | Rally Bohemia                     |
| 7   | 28 de octubre | Internationale Rallye Waldviertel |

### Calendario Copa Este
| N.º | Fecha            | Rally                         |
| --- | ---------------- | ----------------------------- |
| 1   | 13 de mayo       | Sredna Gora                   |
| 2   | 24 de junio      | Rally Serbia                  |
| 3   | 8 de julio       | International Rally "Karpaty" |
| 4   | 16 de septiembre | Yalta Rally                   |
| 5   | 30 de septiembre | Rally Sliven                  |

### Calendario Copa Sudoeste
| N.º | Fecha         | Rally                                          |
| --- | ------------- | ---------------------------------------------- |
| 1   | 26 de febrero | SATA Rally Açores                              |
| 2   | 18 de marzo   | Rallye Islas Canarias "Trofeo el Corte Inglés" |
| 3   | 8 de julio    | Rally di San Marino                            |
| 4   | 14 de octubre | Rallye Sanremo                                 |

## Equipos
| Equipo                         | Constructor | Automóvil                         | Piloto               | Copiloto                   | Rallyes      |
| ------------------------------ | ----------- | --------------------------------- | -------------------- | -------------------------- | ------------ |
| Škoda Motorsport               | Škoda       | Škoda Fabia S2000                 | Juho Hänninen        | Mikko Markkula             | 1–3, 5-8     |
| Škoda Motorsport               | Škoda       | Škoda Fabia S2000                 | Jan Kopecký          | Pavel Dresler              | 1,8          |
| Škoda UK                       | Škoda       | Škoda Fabia S2000                 | Andreas Mikkelsen    | Ola Floene                 | 5            |
| Czech National Team            | Škoda       | Škoda Fabia S2000                 | Antonín Tlusťák      | Jan Škaloud                | 1,3-6,8-9,11 |
| Baumschlager Rallye & Racing   | Škoda       | Škoda Fabia S2000                 | Raimund Baumschlager | Klaus Wicha                | 1            |
| Dimitar Iliev                  | Škoda       | Škoda Fabia S2000                 | Dimitar Iliev        | Yanaki Yanakiev            | 2–4          |
| S.A. Motorsport Italia SRL     | Škoda       | Škoda Fabia S2000                 | Umberto Scandola     | Guido D'Amore              | 2            |
| Oleksii Tamrazov               | Škoda       | Škoda Fabia S2000                 | Oleksiy Tamrazov     | Nicola Arena               | 2,4          |
| Red Bull Rallye Team           | Škoda       | Škoda Fabia S2000                 | Hermann Gassner, Jr. | Klaus Wicha                | 3            |
| Robert Barrable                | Škoda       | Škoda Fabia S2000                 | Robert Barrable      | Stuart Loudon              | 5            |
| Pieter Tsojen                  | Škoda       | Škoda Fabia S2000                 | Pieter Tsojen        | Eddy Chevalier             | 5            |
| Peugeot Delimax Total Team     | Peugeot     | Peugeot 207 S2000                 | Pavel Valoušek       | Zdeněk Hrůza               | 1            |
| Racing Lions                   | Peugeot     | Peugeot 207 S2000                 | Luca Betti           | Maurizio Barone            | 1–3,7        |
| F.P.F. Sport                   | Peugeot     | Peugeot 207 S2000                 | Paolo Andreucci      | Anna Andreussi             | 2            |
| Cersanit Rally Team            | Peugeot     | Peugeot 207 S2000                 | Michał Sołowow       | Maciej Baran               | 2–3, 5       |
| AMK Recaro Slovenija           | Peugeot     | Peugeot 207 S2000                 | Rok Turk             | Enej Ložnar Kranjc         | 3            |
| Prestige                       | Peugeot     | Peugeot 207 S2000                 | Petar Gyoshev        | Dimitar Spasov             | 4            |
| Globul Rally Team              | Peugeot     | Peugeot 207 S2000                 | Krum Donchev         | Peter Yordanov             | 4            |
| Duindistel                     | Peugeot     | Peugeot 207 S2000                 | Freddy Loix          | Lara Vanneste              | 5            |
| Atlantic                       | Peugeot     | Peugeot 207 S2000                 | Mathias Viaene       | Pieter Vincke              | 5            |
| Saintéloc Racing               | Peugeot     | Peugeot 207 S2000                 | Florian Gonon        | Sandra Arlettaz-Schmidly   | 5            |
| Procar                         | Citroën     | Citroën DS3 R3T                   | Francesco Parli      | Andrea Cecchi              | 2-4, 9       |
| Czech National Team            | Citroën     | Citroën DS3 R3T                   | Jan Černý            | Pavel Kohout               | 1-2,8,10     |
| Prestige                       | Citroën     | Citroën C2 R2 Max                 | Ekaterina Stratieva  | Carmen Poenaru             | 3-5,8        |
| Prestige                       | Citroën     | Citroën C2 R2 Max                 | Ekaterina Stratieva  | Dobromir Filipov           | 11           |
| Duindistel                     | MINI        | Mini Countryman S2000 1.6T        | Patrick Snijers      | Johan Gitsels              | 5            |
| Cersanit Rally Team            | Ford        | Ford Fiesta S2000                 | Michał Sołowow       | Maciej Baran               | 1-3,5-6,8-10 |
| Giandomenico Basso             | Ford        | Ford Fiesta S2000                 | Giandomenico Basso   | Mitia Dotta                | 2            |
| PS Engineering                 | Ford        | Ford Fiesta S2000                 | Patrik Flodin        | Göran Bergsten             | 5            |
| DiTech Racing Team             | Mitsubishi  | Mitsubishi Lancer Evolution IX R4 | Beppo Harrach        | Andreas Schindlbacher      | 1            |
| Andreas Aigner                 | Mitsubishi  | Mitsubishi Lancer Evolution IX    | Andreas Aigner       | Daniela Ertl-Weissengruber | 1            |
| Mitsubishi Ralliart Austria    | Mitsubishi  | Mitsubishi Lancer Evolution X     | Stig Blomqvist       | Robert Jakobsson           | 1            |
| Kathrein Renn- und Rallye Team | Mitsubishi  | Mitsubishi Lancer Evolution X     | Hermann Gassner, Sr. | Karin Thannhäuser          | 1            |
| Andreas Aigner                 | Subaru      | Subaru Impreza STi R4             | Andreas Aigner       | Daniela Ertl-Weissengruber | 5            |

## Resultados

### Campeonato de pilotos
| 1                       | Juho Hänninen        | 2  | 4   | 1   |    | 1  | 1 | 7   | 1   |     |    |     | 203  |
| 2                       | Michał Sołowow       | 7  | 14  | 4   |    | 5  | 5 |     | 9   | 2   | 2  |     | 103  |
| 3                       | Luca Betti           | 18 | 7   | 3   | EX |    |   | Ret |     |     |    |     | 32   |
| 4                       | Antonín Tlusťák      | 12 |     | Ret | 5  | 10 | 7 |     | Ret | Ret |    | 8   | 25   |
| 5                       | Francisco Parli      |    | Ret | 6   | 7  |    |   |     |     | 6   |    |     | 23   |
| 6                       | Ekaterina Stratieva  |    |     | 14  | 8  | 42 |   |     | Ret |     |    | Ret | 4    |
| 7                       | Jan Černý            | 25 | 10  |     |    |    |   |     | 23  |     | 12 |     | 1    |
| Pilotos no clasificados |                      |    |     |     |    |    |   |     |     |     |    |     |      |
|                         | Jan Kopecký          | 1  |     |     |    |    |   |     | Ret |     |    |     | (40) |
|                         | Giandomenico Basso   |    | 1   |     |    |    |   |     |     |     |    |     | (39) |
|                         | Bruno Magalhães      |    |     |     |    |    |   | 1   |     |     |    |     | (39) |
|                         | Esapekka Lappi       |    |     |     |    |    |   |     |     |     | 1  |     | (39) |
|                         | Laurent Reuche       |    |     |     |    |    |   |     |     |     |    | 1   | (39) |
|                         | Pieter Tsjoen        |    |     |     |    | 3  |   |     |     |     |    | 4   | (39) |
|                         | Dimitar Iliev        |    | Ret | Ret | 1  |    |   |     |     |     |    |     | (37) |
|                         | Joan Vinyes          |    |     |     |    |    |   |     |     | 1   |    |     | (37) |
|                         | Florian Gonon        |    |     |     |    |    |   |     |     |     |    | 2   | (34) |
|                         | Hermann Gassner, Jr. |    |     | 2   |    |    |   |     |     |     |    |     | (33) |
|                         | Petar Gyoshev        |    | 9   |     | 2  |    |   |     |     |     |    |     | (32) |
|                         | Yağiz Avci           |    |     |     |    |    | 2 |     |     |     |    |     | (30) |
|                         | Freddy Loix          |    |     |     |    | 2  |   |     |     |     |    |     | (28) |
|                         | Luca Rossetti        |    |     |     |    |    | 3 |     |     |     |    |     | (28) |
|                         | Vítor Sá             |    |     |     |    |    |   | 2   |     |     |    |     | (28) |
|                         | Paolo Andreucci      |    | 2   |     |    |    |   |     |     |     |    |     | (26) |
|                         | Nicola Althaus       |    |     |     |    |    |   |     |     |     |    | 3   | (25) |
|                         | Roman Kresta         |    |     |     |    |    |   |     | 2   |     |    |     | (22) |
|                         | Umberto Scandola     |    | 3   |     |    |    |   |     |     |     |    |     | (22) |
|                         | Krum Donchev         |    |     |     | 3  |    |   |     |     |     |    |     | (21) |
|                         | Surhayen Pernía      |    |     |     |    |    |   |     |     | 3   |    |     | (21) |
|                         | Tomáš Kostka         |    |     |     |    |    |   |     | 3   |     |    |     | (19) |
|                         | Grzegorz Grzyb       |    |     |     |    |    |   |     |     |     | 3  |     | (19) |
|                         | Beppo Harrach        | 3  |     |     |    |    |   |     |     |     |    |     | (18) |
|                         | João Magalhães       |    |     |     |    |    |   | 3   |     |     |    |     | (18) |

| Color     | Resultado                                              |
| Oro       | Ganador                                                |
| Plata     | 2ª plaza                                               |
| Bronce    | 3ª plaza                                               |
| Verde     | Finalizó (diez primeros)                               |
| Azul      | Finalizó                                               |
| Violeta   | No terminó (Ret)                                       |
| Negro     | Descalificado (DES)                                    |
| Blanco    | No empezó (DNS)                                        |
| Blanco    | Excluido (EX)                                          |
| Blanco    | Lesionado (LES)                                        |
| Sin color | No participó                                           |
| x1        | Puntos extra                                           |
| (x)       | Entre paréntesis, puntos no computables para el total. |

- Referencias[34][35]

### Campeonato dos ruedas motrices
| Pos. | Piloto              | AUT | ITA | CRO | BUL | BEL | TUR | POR | CZE | ESP | POL | SUI | Ptos |
| ---- | ------------------- | --- | --- | --- | --- | --- | --- | --- | --- | --- | --- | --- | ---- |
| 1    | Jan Cerny           | 39  | 35  |     |     |     |     |     | 39  |     | 39  |     | 152  |
| 2    | Francisco Parli     |     | Ret | 46  | 28  |     |     |     | 2   | 13  | 0   |     | 89   |
| 3    | Ekaterina Stratieva |     |     | 10  | 21  | 0   |     |     | Ret |     |     |     | 31   |